# Al-Mishtaya
Al-Mishtaya (tiếng Ả Rập: المشتاية) là một ngôi làng ở phía tây bắc Syria, một phần hành chính của Tỉnh Homs, nằm ở phía tây Homs và phía bắc biên giới với Lebanon. Các địa phương gần đó bao gồm al-Husn ở phía đông nam, Zweitina ở phía tây, Marmarita ở phía tây bắc và al-Nasirah ở phía bắc. Theo Cục Thống kê Trung ương Syria (CBS), al-Mishtaya có dân số 1.002 trong cuộc điều tra dân số năm 2004. Cư dân của nó chủ yếu là Kitô hữu.
Tu viện Saint George ở Al-Mishtaya được coi là một trong những điểm thu hút khách du lịch chính trong khu vực Thung lũng của các Kitô hữu.